# Калслаген
Калслаген (нід. Calslagen) — селище в нідерландській провінції Північна Голландія. Входить до муніципалітету Алсмер. Наразі у ньому нараховується близько 35 звичайних будинків та орієнтовно 10 будинків-човнів.